# Pidhorodne
Pidhorodne (tiếng Ukraina: Підгородне) là một thành phố của Ukraina. Thành phố này thuộc tỉnh Dnipropetrovsk. Thành phố này có diện tích 35,5 km2, dân số theo điều tra dân số năm 2001 là 17763 người.